# Koit Annamaa
Koit Annamaa (* 16. September 1912 in Tartu; † 1. November 1970 in Tallinn) war ein estnischer Hammerwerfer.
Bei den Leichtathletik-Europameisterschaften 1934 in Turin wurde er Siebter und bei den Olympischen Spielen 1936 in Berlin Achter.
Seine persönliche Bestleistung von 53,07 m stellte er am 17. August 1935 in Pori auf.